# Lilials
|  | Aquest article tracta sobre l'ordre taxonòmic. Si cerqueu el compost químic, vegeu «3-(4-terc-butilfenil)-2-metilpropanal». |

Les lilials (Liliales) són un ordre de plantes angiospermes. L'actual sistema APG IV de classificació de les angiospermes situa aquest ordre dins del clade de les monocotiledònies, i s'hi inclouen 10 famílies amb més de 1.500 espècies agrupades en més de 65 gèneres.

## Taxonomia

### Famílies
A la classificació del vigent sistema APG IV (2016), dins de l'ordre de les lilials hi ha les 10 famílies següents:
- Campynemataceae Dumort.
- Corsiaceae Becc.
- Melanthiaceae Batsch ex Borkh.
- Petermanniaceae Hutch
- Alstroemeriaceae Dumort.
- Colchicaceae DC.
- Philesiaceae Dumort.
- Ripogonaceae Conran & Clifford
- Smilacaceae Vent.
- Liliaceae Juss.

L'ordre de les lilials conté sobretot plantes herbàcies però també hi ha lianes i arbusts. La majoria són perennes i proveïts d'estructures d'emmagatzemament com el corm o el rizoma.
L'ordre té una distribució cosmopolita però les famílies més extenses estan a l'hemisferi nord i les famílies més petites a l'hemisferi sud.
En el Sistema Cronquist, de 1981, va col·locar l'ordre Lilial dins la subclasse Liliidae i dins la classe Liliopsida [=monocotilèdons] i va incloure més famílies que el sistema APGII.